# Soldatići
 Soldatići  falu Horvátországban, a Károlyváros megyében. Közigazgatásilag Ozalyhoz tartozik.

## Fekvése
Károlyvárostól 13 km-re északnyugatra, községközpontjától 3 km-re délre fekszik.

## Története
Nevét egykori birtokosáról a Soldatich családról kapta. 1857-ben 38, 1910-ben 58 lakosa volt. A trianoni békeszerződésig Zágráb vármegye Károlyvárosi járásához tartozott. 2011-ben 19 lakosa volt.

## Lakosság
| Lakosság változása | Lakosság változása | Lakosság változása | Lakosság változása | Lakosság változása | Lakosság változása | Lakosság változása | Lakosság változása | Lakosság változása | Lakosság változása | Lakosság változása | Lakosság változása | Lakosság változása | Lakosság változása | Lakosság változása | Lakosság változása |
| ------------------ | ------------------ | ------------------ | ------------------ | ------------------ | ------------------ | ------------------ | ------------------ | ------------------ | ------------------ | ------------------ | ------------------ | ------------------ | ------------------ | ------------------ | ------------------ |
| 1857               | 1869               | 1880               | 1890               | 1900               | 1910               | 1921               | 1931               | 1948               | 1953               | 1961               | 1971               | 1981               | 1991               | 2001               | 2011               |
| 38                 | 55                 | 55                 | 64                 | 65                 | 58                 | 80                 | 85                 | 80                 | 69                 | 105                | 109                | 40                 | 32                 | 23                 | 19                 |